# Старшинов, Николай Васильевич

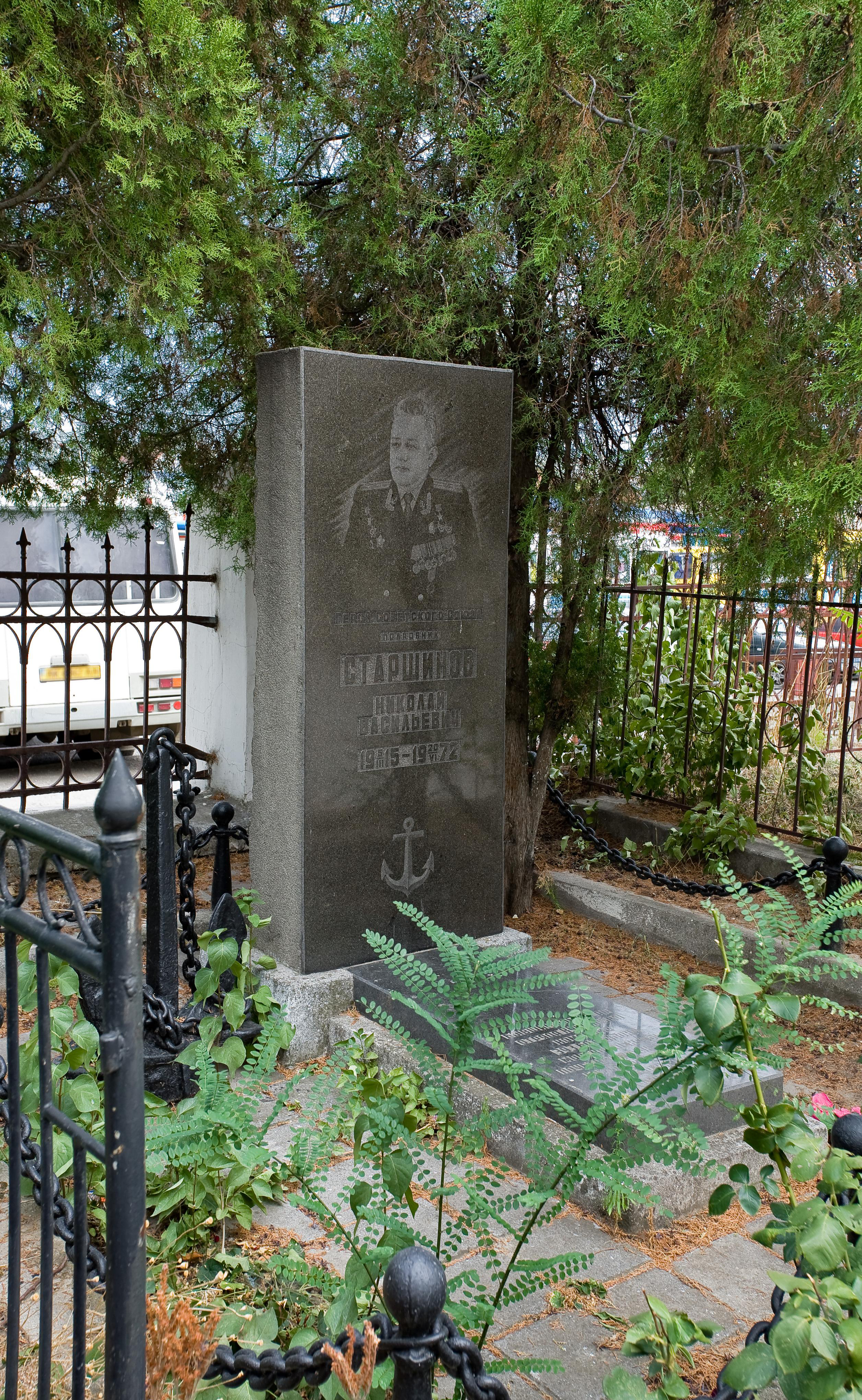
Памятник на могиле, Старое кладбище Феодосии

Никола́й Васи́льевич Старши́нов (3 марта 1915, Поспелиха, Костромская губерния — 20 июня 1972, Феодосия, Крымская область) — замполит 393-го отдельного батальона морской пехоты, полковник, Герой Советского Союза.

## Биография
Родился 3 марта 1915 года в деревне Поспелиха Варнавинского уезда в семье крестьянина. В Лапшанге окончил семилетнюю школу, а затем Ветлужский лесотехникум, где вступил в комсомол. Увлекался спортом.
В октябре 1937 года был призван на срочную воинскую службу и по его просьбе направлен на Балтийский флот, в электромеханическую школу.
В боях Великой Отечественной войны с 1941 года. В 1942 году, когда гитлеровские войска вторглись на Таманский полуостров, будучи в должности политрука роты морской пехоты участвовал в оборонительных боях сперва в Анапе, затем в уличных боях в городе Новороссийске.
13 сентября 1942 года, в Геленджике, был сформирован разведывательно-диверсионный отряд Новороссийской военно-морской базы (ВМБ). Был назначен политруком роты, и на протяжении трёх месяцев участвовал в нескольких операциях по разведке или проведению диверсий в тылу противника на Чёрноморском побережье Таманского полуострова.
В ночь с 3 на 4 февраля 1943 года, участвовал в высадке демонстративного десанта, под командованием майора Ц. Л. Куникова, у посёлка Станичка, близ Новороссийска. После провала основного десанта, в районе посёлка Южная Озереевка, демонстративный десант стал основным. Этого началась эпопея легендарного плацдарма, получившего название «Малая Земля». 
В августе 1943 года назначен на должность заместителя комбата по политчасти 3-го отдельного батальона морской пехоты.
В ночь с 9 на 10 сентября 1943 года личный состав батальона (который называли куниковским) под командованием капитан-лейтенанта В. А. Ботылёва в качестве штурмового отряда новороссийского десанта совершил высадку на причалы в центральной части Новороссийского порта. За проявленное мужество в боях за Новороссийск, был представлен к званию Героя Советского Союза. 
Читать основную статью «Новороссийская операция».
В январе 1944 года во главе куниковского батальона участвовал в форсировании Керченского пролива в должности командира батальона.
В ночь с 22 на 23 января 1944 года подразделения 393-го батальона успешно высадились в ходе десант в Керченском порту в тыл противника в районе Защитного мола Керченской бухты, развернувшись вправо вдоль побережья, прорвали оборону врага с тыла и к первому часу ночи соединились с наступавшими с фронта подразделениями 339-й Ростовской стрелковой дивизии. Затем, поступив в оперативное подчинение командира дивизии, на протяжении недели морские пехотинцы участвовали в уличных боях по освобождению восточного района города Керчи (посёлок завода имени Войкова).
Указом Президиума Верховного Совета СССР «О присвоении звания Героя Советского Союза офицерскому составу Военно-Морского флота» от 22 января 1944 года за «образцовое выполнение боевых заданий командования на фронте борьбы с немецкими захватчиками и проявленные при этом отвагу и геройство» удостоен звания Героя Советского Союза с вручением ордена Ленина и медали «Золотая Звезда».
С февраля 1944 года — командующий 387-м отдельным батальоном морпехоты Чёрноморского флота, а в июне 1944 года возвратился в 393-й батальон на должность комбата, после того как В. А. Ботылёв был переведён на службу в плавсостав флота.
Весной 1944 года участвовал в боях за освобождение Крыма, а также штурме Севастополя.
В августе 1944 года, во время следования с десантом в порт Констанца (Румыния) тральщик «Взрыв», на котором находился Николай Старшинов, был торпедирован вражеской подводной лодкой U-19. Ранения оказались тяжелейшими — оторвана левая нога, правая перебита в трёх местах, сильные ожоги рук и лица. Более двух лет проходил лечение, а с декабря 1946 года продолжил воинскую службу в политорганах Чёрноморского флота.
В 1958 году уволился в запас в звании полковника с правом ношения военной формы и жил в городе Феодосии.
В 1971 году, в Симферополе, вышла книга воспоминаний Николая Старшинова «Зарево над волнами».
Умер 20 июня 1972 года, похоронен на старом городском кладбище города Феодосии.

## Награды

Бюст Н. В. Старшинова на Аллее Героев в Феодосии.

- Указом Президиума Верховного Совета СССР от 30 мая 1944 года был награждён орденом Красного Знамени.
- Награждён орденами: Ленина, двумя Красного Знамени, Суворова III степени, Отечественной войны I степени, двумя Красной Звезды и многими медалями (в том числе иностранной медалью «25 лет освобождения Румынии»).

## Память
- На Родине, в деревне Поспелиха, его именем названа школа.
- Имя "Николай Старшинов" было присвоено пограничному сторожевому кораблю Тихоокеанского пограничного округа пр. 1595 "Певек" и прогулочному теплоходу пр. 1430, тип "Александр Грин", работавшему в Феодосии.
- В Феодосии в его честь назван бульвар.
- В 2007 году, в Феодосии открыт мемориальный комплекс «Аллея героев». Установлены бюсты героев Крымской (1854—1856 г. г.) и Великой Отечественной войн. Среди прочих, установлен бюст Николая Старшинова.